# Verwaltungsgemeinschaft Ottobeuren
Die Verwaltungsgemeinschaft Ottobeuren im schwäbischen Landkreis Unterallgäu besteht seit der Gemeindegebietsreform am 1. Mai 1978. Ihr gehören als Mitgliedsgemeinden an:
1. Böhen, 790 Einwohner, 20,55 km²
2. Hawangen, 1304 Einwohner, 14,53 km²
3. Ottobeuren, Markt, 8767 Einwohner, 55,98 km²

Sitz der Verwaltungsgemeinschaft ist Ottobeuren.